# Disulfuro de tricarbono
El Disulfuro de tricarbono es un compuesto químico con la fórmula C3S2. Este líquido de color rojo oscuro se mezcla con agua pero soluble en disolventes orgánicos. Se polimeriza fácilmente a una temperatura ambiente para formar un sólido negro duro. 

## Síntesis y estructura
El C3S2 fue descubierto por Béla Lengyel, quien le asignó una estructura asimétrica. Más tarde, el espectroscopio infrarrojo Raman mostró que la estructura es simétrica con una D∞h grupo de puntos de simetría, i.e. S=C=C=C=S. Este compuesto es similar al dióxido de tricarbono cuya estructura es O=C=C=C=O.
Lengyel sintetizó por primera vez este compuesto pasando vapor de disulfuro de carbono (CS2) a través de un arco eléctrico con electrodos de carbono. Este traatmento produjo una solución negra que después de la filtración y evaporación dieron un líquido de color rojo cereza. Él determinó la masa molecular por crioscopia. Más tarde los preparativos de C3S2 incluyen termólisis de una corriente de CS2 en un tubo de cuarzo calentado de 900 a 1100 °C así como de vacío de la pirólysis flash (FVP) of 1,2-ditiol-3-thionas.

## Reacciones y ocurrencia
Entre sus reacciones pocas conocidas, el C3S2 reacciona con bromo para formar el disulfuro cíclico.:
El C3S2 polimeriza bajo presión aplicada para dar un semiconductor negro sólido. Una presión similar de polimerización inducida del CS2 también da un semiconductor de polímero negro.
Además, las reacciones del C3S2 pueden rendir muy condensadas en el compuesto conteniendo azufre, por ejemplo; la reacción del C3S2 con 2-aminopiridina.
Using microwave spectroscopy, small CnS2 clusters have been detected in interstellar medium. The rotational transitions of these molecular carbon sulfides matched with the corresponding molecules.